# HK79
Der Heckler & Koch HK79 ist ein 40-mm-Granatwerfer, welcher auf dem Grundprinzip des HK69 basiert. Der HK 79 ähnelt dem M203. Er wird unter dem Lauf montiert an Sturmgewehren wie dem HK 33 oder dem HK G41 eingesetzt. Zum Laden wird das Granatrohr nach unten vom Lauf weggeklappt.